# Hierapoliszi Szent Papiasz
Hierapoliszi Papiasz, görögösen Papiasz Hierapolitész (latinul: Papias), egyházi nevén Szent Papiasz (60/70 k., Hierapolisz – 120/130 k., Hierapolisz) görög nyelven alkotó ókeresztény író, az apostoli atyák egyikeként tartják számon.

## Élete
Kis-Ázsiai Hierapolisz (Ma: Pamukkale, Törökország) püspöke volt, s valószínűleg János evangélista, illetve Szent Polikárp környezetéhez tartozott, illetve kortársa volt Antiochiai Szent Ignácnak. Egy késői legenda szerint vértanú lett. Később összetévesztették egy Papaiasz nevű zsidó szerzővel, akinek chiliazmusa miatt elmarasztalták – valamint ugyancsak ismételten összetévesztették Papiasz lexikoníróval. Egyházi ünnepe február 22.

## Műve
Az Úr mondásainak magyarázata című, Kr. u. 130 körüli 5 kötetes műve csak más szerzők műveiben található idézetekben, töredékesen maradt fenn. Bár Papiasz az apostolok közül senkit sem ismert, de mindent összegyűjtött azoktól, akik találkozhattak velük – ezért számítják némelyek az apostoli atyák közé. Fő forrásai Arisztion és Johannesz Presbyter voltak. Papaiasz kánonon kívüli apostoli hagyományt is megőrizte, és tanúságtétele döntő érv az ókeresztény irodalom nem egy legendás szereplőjének történetisége mellett. Ő még említi azt, hogy egyes legendás iratok – szerinte például Máté evangéliuma – eredetileg héberül készültek.

## Műve magyar nyelven
- Hierapoliszi Papiasz írásaiból ránk maradt töredékek és a Quadratus-töredék IN: Apostoli atyák, Szent István Társulat, Budapest, 1980, ISBN 963-360-371-4, 205–218. o. elektronikus elérés